# Cifra 3

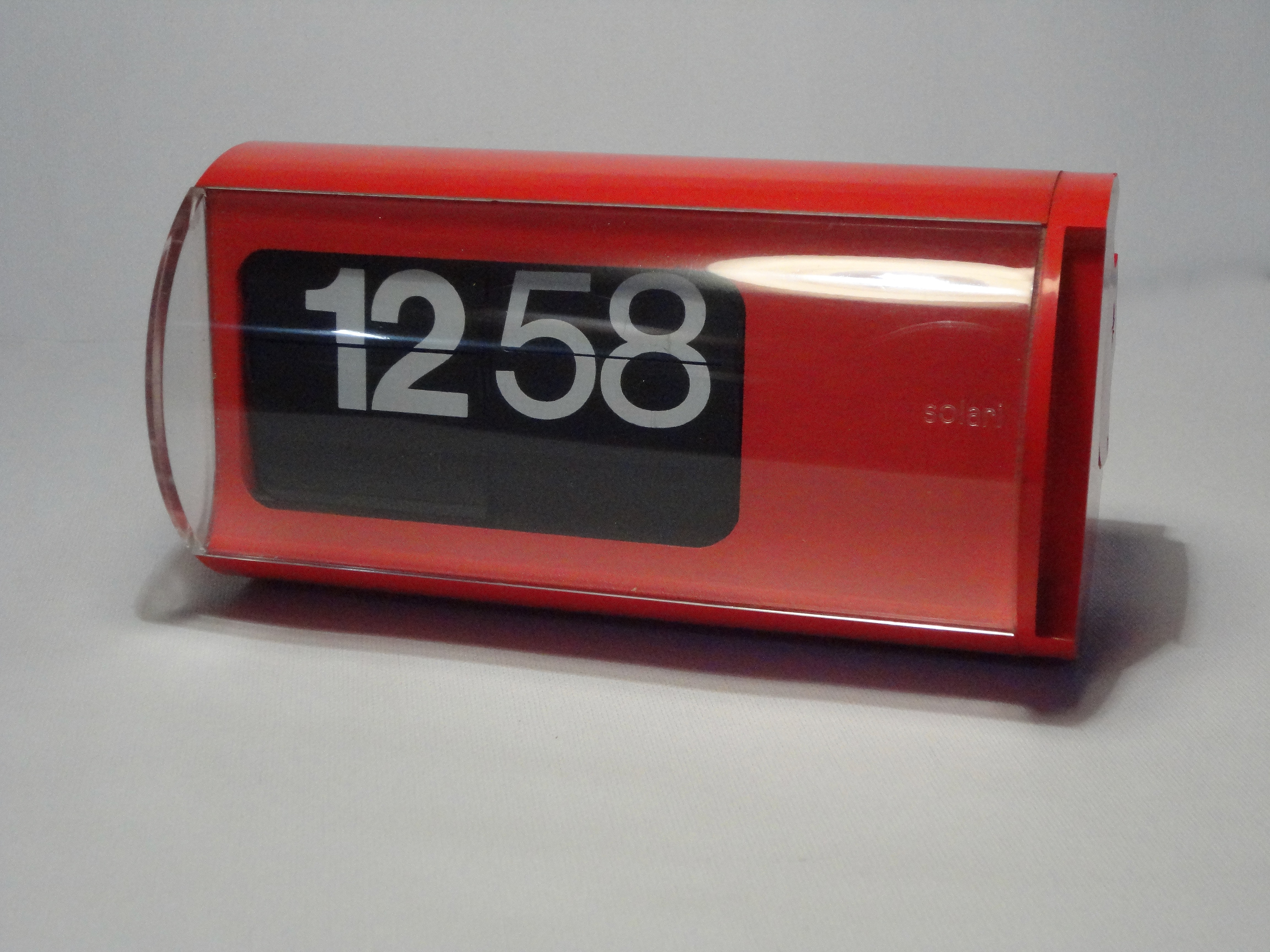
Reloj Solari Cifra 3, diseñado por Gino Valle

El Cifra 3 es un reloj con pantalla de tablillas digital fabricado por Solari di Udine, S.p.A., Italia. Diseñado en 1965 por el arquitecto italiano Gino Valle (1923-2003), contó con una importante contribución del inventor belga John Myer. Es considerado una obra maestra del diseño industrial por el uso que se hace de un panel mecánico digital para mostrar las horas y los minutos. El reloj se exhibe en la exposición "Humble Masterpieces" en el MoMA de Nueva York, y forma parte de la colección del Museo de Ciencias de Londres.

## Historia

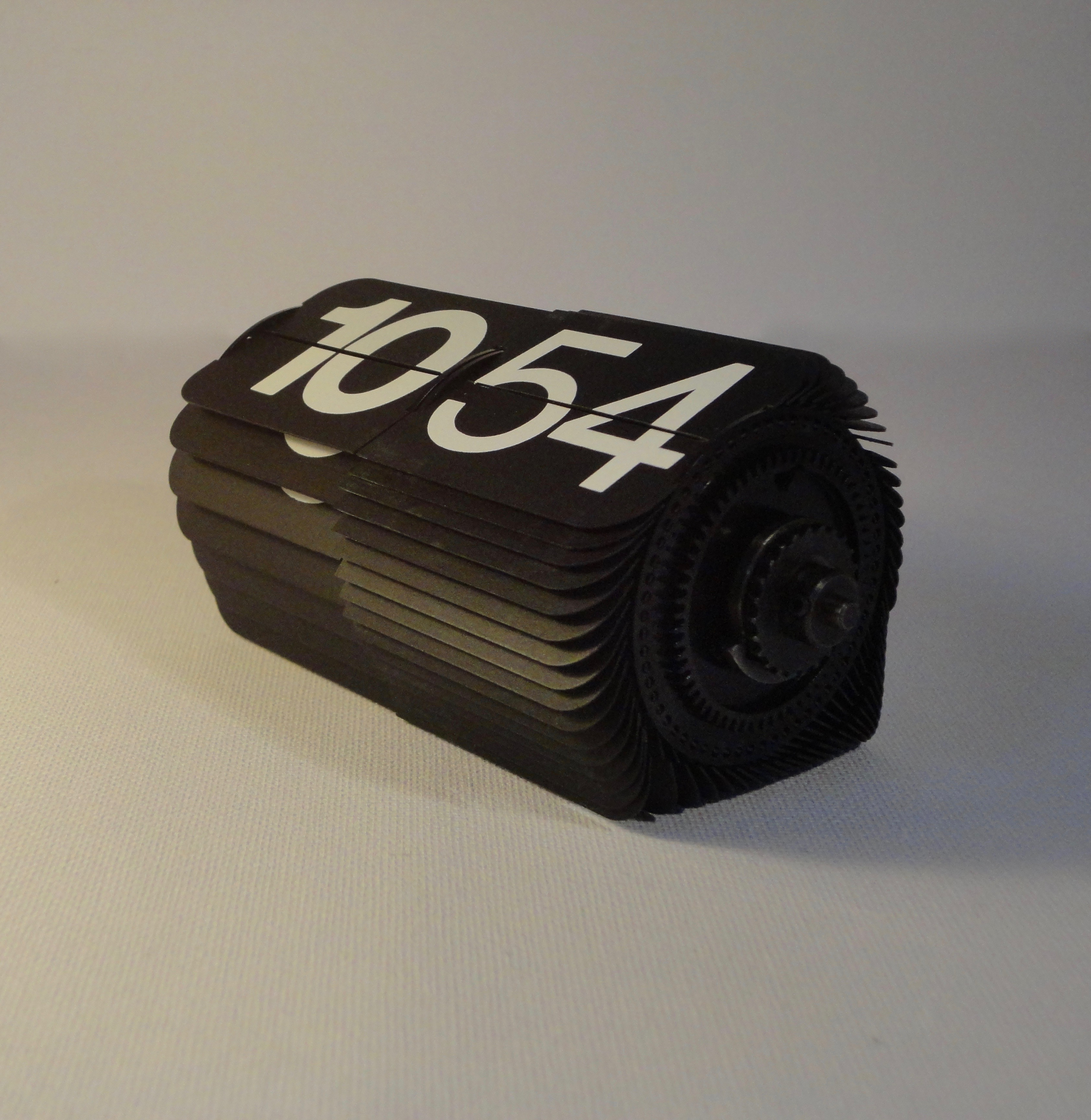
Marcador mecánico digital de un Cifra 3

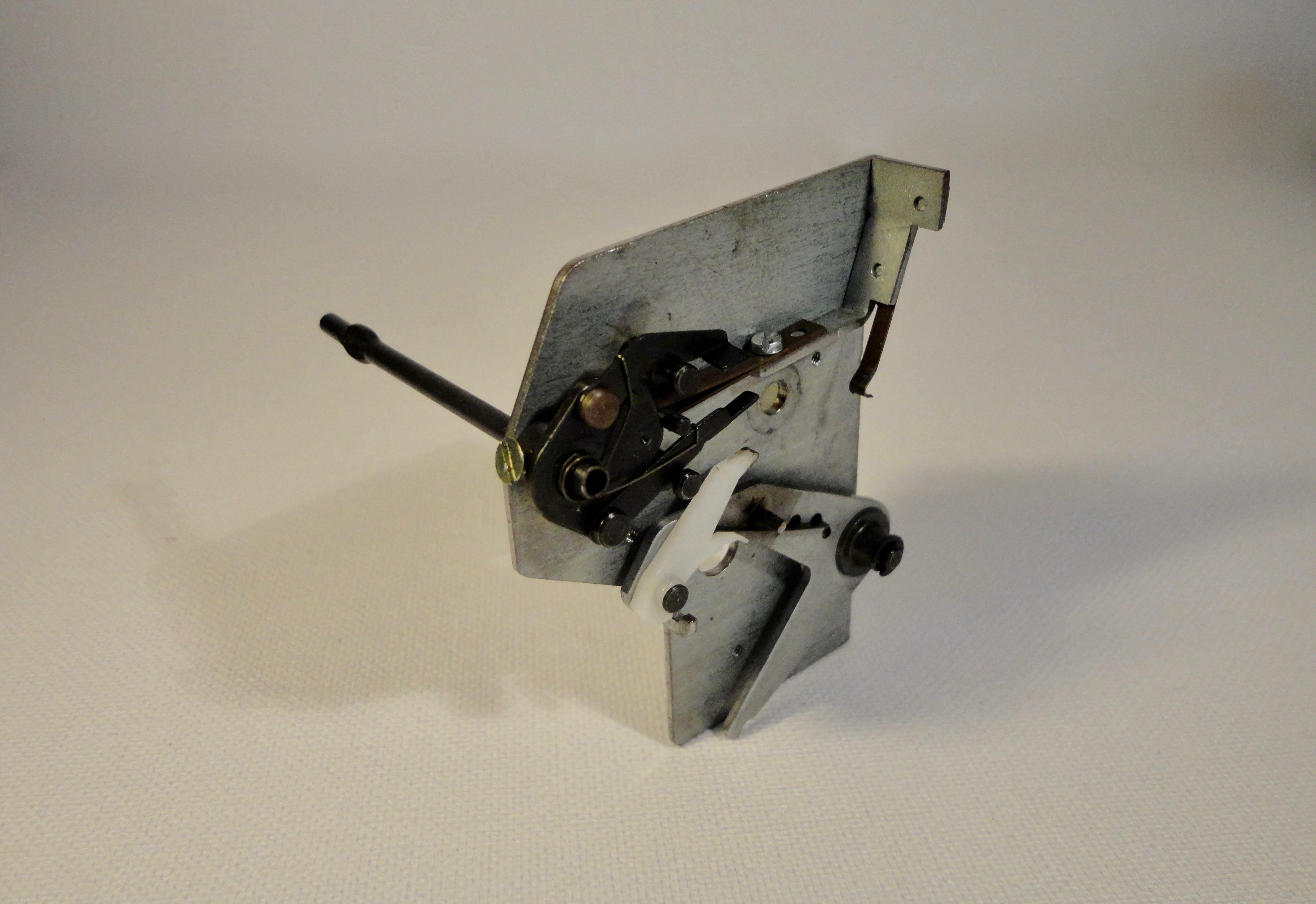
Detalle mostrando otra parte del mecanismo interno

La relación de Gino Valle con la empresa Solari comenzó en 1954, con el diseño del reloj electromecánico de dígitos Cifra 5 (patentado en 1957), que consta de 4 paletas verticales de 10 números cada una, que componen las cifras de todas las horas. Fue el progenitor de una familia completa de relojes de tipo industrial, galardonado con el Compasso d'Oro en 1956. Con la ayuda del inventor belga John Meyer, se diseñó un rollo con 48 tablillas articuladas, lo que dio lugar a la creación del reloj de lectura directa más pequeño, el icónico Cifra 3, adecuado para tenerlo en los hogares o en las oficinas.